# Campora
Campora é uma comuna italiana da região da Campania, província de Salerno, com cerca de 563 habitantes. Estende-se por uma área de 29 km², tendo uma densidade populacional de 19 hab/km². Faz fronteira com Cannalonga, Gioi, Laurino, Moio della Civitella, Novi Velia, Stio.

## Demografia
| Variação demográfica do município entre 1861 e 2011                               |
|                                                                                   |
| Fonte: Istituto Nazionale di Statistica (ISTAT) - Elaboração gráfica da Wikipedia |